# Tetrazygia lanceolata
Tetrazygia lanceolata är en tvåhjärtbladig växtart som beskrevs av Ignatz Urban. Tetrazygia lanceolata ingår i släktet Tetrazygia och familjen Melastomataceae. Inga underarter finns listade i Catalogue of Life.